# Kamikaze (Twista)
Kamikaze è il quarto album in studio del rapper statunitense Twista, pubblicato nel 2004.

## Tracce
1. Get Me – 3:58
2. Kill Us All – 3:10
3. Pimp On (feat. 8Ball & Too Short) – 4:02
4. Slow Jamz (feat. Kanye West & Jamie Foxx) – 3:32
5. Overnight Celebrity (feat. Kanye West) – 3:53
6. Still Feels So Good (feat. Jazze Pha) – 4:09
7. Drinks – 4:14
8. Badunkadunk – 4:13
9. One Last Time – 4:56
10. So Sexy (feat. R. Kelly) – 3:51
11. Higher (feat. Ludacris) – 3:31
12. Snoopin' (feat. Danny Boy) – 5:21
13. Like a 24 (feat. T.I. & Liffy Stokes) – 4:27
14. Hope (feat. Cee Lo) – 4:32
15. Sunshine (feat. Anthony Hamilton) – 3:44
16. Art & Life (Chi-Roc) (feat. Memphis Bleek, Young Chris & Freeway) – 4:07

Traccia bonus nell'edizione internazionale
1. Y'all Know Who – 3:47